# National Entertainment Collectibles Association
La National Entertainment Collectibles Association ou NECA est un fabricant américain d'objets de collection généralement sous licence de films, de jeux vidéo, de sports, de musique et de télévision basé dans le New Jersey. La société a été fondée en 1996 et possède plus de 60 licences pour lesquelles elle fabrique des produits.